# Ceratozetes gemmula
Ceratozetes gemmula är en kvalsterart som beskrevs av Pérez-Íñigo jr. 1990. Ceratozetes gemmula ingår i släktet Ceratozetes och familjen Ceratozetidae. Inga underarter finns listade i Catalogue of Life.